# حاجي قرة (غرغان بوي)
حاجي قرة (بالفارسية: حاجی‌قره) هي قرية تقع في إيران في قسم غرغان بوي الريفي. يقدر عدد سكانها بـ 692 نسمة بحسب إحصاء 2016.